# Јак-130
Јак-130 (по Нато класификацији енгл. Mitten — «Рукавица») је подзвучно – крозвучни авион двосед, намењен је за школовање и обуку пилота. Секундарна намена му је лака подршка. Има посебне могућности за борбену обуку, преузимањем карактеристика лета конкретних борбених авиона, чиме се укупни трошкови школовања пилота умањују. За ту потребу, софтверски се надограђују неке од карактеристика борбених авиона 4. + генерације, па чак и 5. генерације, као што су Сухој Т-50. Поред тога, предвиђено је да може обављати реалне лаке нападачке и извиђачке задатке, носећи борбени терет до 3.000 kg.
Јак-130 је развила фирма Јаковљев. Развој је почео 1991. године, а први лет је обављен 26. априла 1996. године. Победио је на конкурсу 2005. године, за авион Руског ратног ваздухопловства за обуку, а први његови примерци уведени су у оперативну употребу 2009. године. Он је настао из потпуно новог развоја, без икаквог надограђивања постојећег типа авиона или решења. Развијен је и изграђен у Русији, после распада Совјетског Савеза, иако је његово програмирање покренуто раније. Планира се производња 250 примерака за потребе Руског ратног ваздухопловства, а на светском тржишту, укупна потражња авиона Јак-130 је око 2.500. На основу показаних карактеристика, флексибилности за варијације и досадашње заинтересованости, Јак-130 је веома перспективан пројекат.

## Историја
Основни школски авиони и тренери у Совјетском Савезу, у последњој деценији његовог постојања, били су чехословачки L-39 албатрос, са совјетским турбомлазним моторима АИ-25ТЛ. На овом поузданом и економичном авиону, изводили су почетну и главне фазе остале обуке пилота ученика. Након тога будући официри – пилоти, прелазили су на борбене авионе, почевши на њиховим двоседима. Међутим, са доласком борбених авиона 4. генерације, та пракса је промењена. Трошкови тих нових авиона 4. генерације, њихова захтевност у комбинацији са растућим ценама млазног горива и значајног погоршања економске ситуације у земљи, натерала је на измену тога прилаза. Школовати пилота на авионима претходне генерације постало је нерационално и неоправдано. Млади пилот, чак и када је савршено овладао школовање на авионима категорије авиона L-39 албатрос, није могао одмах прећи на Су-27 или МиГ-29, није био способан да ефикасно користи њихове повећане могућности. Јаз је сувише велики између та два авиона, између њихових перформанси лета, а посебно при лету на великим нападним угловима.
У касним осамдесетим годинама прошлог века, совјетска влада је тражила од ваздухопловне индустрије да развију нови школско-борбени авион ради замене чешких L-29 делфина и L-39 албатроса. Нови авион је требало да буде двомоторни за универзалну обуку пилота, од почетне летачке до завршне борбене примене, као и за одржавање летачке тренаже у борбеним јединицама. Поднето је више предлога.
Ваздухопловство је изабрало два пројекта - Јак-130 и МиГ-АТ. За развој новог авиона била су потребна додатна средства, која није имало ни Министарство одбране Русије, тако да су авиони пројектовани заједно са страним фирмама. Јак-130 са италијанским Аеромакијем, а МиГ-АТ са француским компанијама. Због неслагања са италијанским партнером, у заједничком развоју Јак-130, сарадња је у завршној фази прекунута. Аеромаки компанија је добила сву пројектну и техничку документацију о авиону, а затим су објавили своју варијанту Аермаки M-346.
Пројекат авиона Јак-130 је почео 1991. године, а завршен у септембру 1993. Први лет прототипа је извршен 25. априла 1996. године, са пробним пилотом Андрејом Синицијем. Званично је објављено 10. априла 2002. године, да је одлучено да је на конкурсу победио авион Јак-130.
У фебруару 2005. године, Јак-130 је летео Командант Руског ратног ваздухопловства Владимир Михајлов. Авион Јак-130 је био први пут на Париској изложби, у јуну 2005. Исте године, руско ваздухопловство је наручило првих 12 примерака авиона Јак-130.
Планови да се развије лаки борбени авион једносед, заснован на пројекту Јак-130, довели су до застоја програма. Та варијанта под ознаком Јак-131, није успела да испуни посебне захтеве за „побољшану заштиту пилота“, постављене од руског ратног ваздухопловства. Захтев је померен на авион Су-25, уместо на лаки авион на бази Јак-130.
У децембру 2009. године, одлучено је на државном нивоу да авион Јак-130 уведе у оперативну употребу Руског ратног ваздухопловства. Најављено је увођење у оперативну употребу авиона Јак-130 до 2020. године.
Први серијски авион је предат центру за обуку 19. фебруара 2010. године. Међутим, руској авијацији је почела испорука авиона Јак-130, у октобру 2012. године.

## Тактичко – технички захтеви (ТТЗ)
ТТЗ обухватају обуку пилота ученика у свим сегментима летења: полетање и слетање, навигацију, обављање сложених маневара, вештине акција у екстремним условима летења, поступци у случају пропуста и грешака пилота, ваздухопловне операције у затвореним борбеним формацијама током дана и у јасним временским условима, употреба система оружја, процес и провера основне борбене употребе у току операција ваздух – земља и ваздух – ваздух, обука у задацима офанзивних и дефанзивних маневара, који су специфични за авионе 4. и 5. генерације..
За нови авион су захтевана два мотора, брзина слетања да не пређе 170 km/h, дужина стазе полетања до 500 m, са могућношћу коришћења травнатих аеродрома, долет 2,500 km и однос потиска мотора и масе авиона 0,6-0,7. Такође, желећи да се користи за обуку пилота за све типове борбених авиона, обезбеђује се могућност репрограмирања стабилности и управљања авиона, у ствари - обезбеђена је способност моделирања понашања различитих типова и класа летелица. Међутим, предуслов је био да се нови авион искључиво заснива на властитој технологији и памети.
Мора се рећи да је поента ТТЗ-а на могућности репрограмирања стабилности и управљивости будућег авиона револуционарна и довела је до веома различитих тумачења задатка за развој новог авиона за обуку.

## Пројекат
Јак-130 је модеран војни авион, изграђен је од легуре алуминијума и композитних материјала, висококрилац, са усисницима испод корених делова крила. Погоне га два двопроточна турбомлазна мотора. Да би му се обезбедио лет на великим нападним угловима, поседује крило умерене стреле са малим проширењем у кореном делу, потпуно механизованим. Целообртни је хоризонтални реп, стајни органи су типа трицикл.
Крило авиона је типа делта, са зубом и додатком унапред у кореном делу нападне ивице. Дуж распона обара нападну ивицу, преткрилца, поседује извлачећа закрилца и крилца на излазној ивици. Целообртни хоризонтални реп, као и крило, има зуб као усмеривач и излазну ивицу под деведесет степени. Вертикални реп је позициониран испред хоризонталног. Аеродинамичка кочница ја на леђном делу трупа авиона. Два избацива седишта Звезда К-93, типа „нула-нула“, постављена су једно иза другог, са довољним надвишењем за добру прегледност инструктора. Кабински поклопац је интегрални.
Јак-130 је напредни школски авион, у стању је да достигне неке од карактеристика ловаца 4. и 5. генерације (Су-30, МиГ-29, F-16, F-15 игл, Рафал, Јурофајтер тајфун, F-22 раптор, F-35 лајтнинг II и Сухој ПАК ФА) Овакво унапређивање је могуће кроз коришћење отворене архитектуре дигиталног система опреме, усклађене магистралом података МИЛ-СТД-1553, савременим приказивачима у пилотској кабини величине 15х20 cm (без електромеханичких уређаја), четвороканалним дигиталним електричним командама лета, аутоматским управљањем системом HOTAS (енгл. hands on throtle and stick) и активним обезбеђењем лета, репрограмирањем карактеристика стабилности и управљања, зависно од врсте жељеног симулираног авиона, за потребе обуке. У тој функцији се комбинују стварне карактеристике авиона Јак-130 и математички модели за симулирани борбени авиона за обуку. Ову „хибридну“ симулацију подржава снажан процесор. При томе инструктор управља и променом карактеристика симулације силе на палици пилота. Јак-130, поред поседовања горњег – нишанског приказивача (HUD), опремљен је и системом усмеравања вођеног оружја у визиру кациге пилота (HMSS), двоструким GPS пријемником за ажурирање референтног стања инерцијалног система навигације, намењеног за високу прецизност навигације и одређивање циљева. Инвеститор процењује да авион Јак-130 покрива захтеве за све потребе до 80% од укупног програма летачке обуке пилота.
Поред основне намене авиона Јак-130 за школовање и обуку пилота, секундарно је у стању да извршава задатке лаких напада ваздух – тло и тактичког извиђања. У тој функцији може да носи спољни терет до 3.000 kg, који се састоје од различитог оружја, помоћних резервоара за гориво и контејнера са електронском опремом. Током фазе испитивања у лету, које је завршено у децембру 2009. године, авион је користио све предвиђено оружје масе до 500 kg, које је у оперативној употреби у руском ваздухопловству. Јак-130 има девет спољних носача: два у пределу везе крило – труп, шест испод крила и један испод трупа.
Два ваздухопловна мотора су постављена под продуженим кореним делом крила, који допиру наспрам ветробранског стакла. Та су два мотора АИ-222-25, са потпуно дигиталним управљањем, укупним потиском од 49 kN. Нови, надограђени мотори су такође у понуди, са повећањем потиска на 53 kN. Нормална полетна маса је 7.250 kg, однос потисак / маса је 0,70, претпоставља се да ће бити 0,77 са јачим мотором. То је повољније, ако се пореди са BAE ховком (износи 0,65) и Аеро L-159 алка (износи 0,49).
Максимална маса унутрашњег горива је 1.700 kg. Са два спољна резервоара горива повећава се на 2.600 kg. Максимална брзина је еквивалента Маховом броју = 0.93, плафон лета је 12.500 метара и фактор аеродинамичког оптерећења је од -3 до +9. Типична брзина при полетању је за чисту конфигурацију је 209 km/h, док је при слетању 191. Управљив је на свим нападним угловима до 40°. Граница бочног ветра, при полетању и слетању је 56 km/h.
Усисници ваздуха авиона Јак-130 поседују наглашене настрешнице и заштитна управљајућа мрежаста врата, како би се спречило улетања страних предмета у моторе и оштећења, када се користи на земљаним и травнатим полетно – слетним стазама.
Борбена обука на авиону Јак-130 се реализује у реалној симулацији борбеног гађања, ракетирања, бомбардовања и електронског ратовања, у задацима ваздух-ваздух и ваздух-тло и у сопственој заштити, савременим системима.
Инструктор може управљати наоружањем из своје кабине у авиону. Има аутоматизовано на екрану приказивање дијагностике и система управљања, што поједностављује руковање и одржавање са авионом.
Јак-130 је пројектован за животни век од 30 година, за 10.000 сати лета и циклус од 20.000 летова током једне календарске године, за земаљске аеродроме.

## Производња
Серијска производња Јак-130 је распоређена у две фабрике - у Нижњем Новгороду и Иркутску. У Нижњем Новгороду је погон „Соко“, производња је почела крајем 2008. године за потребе руског ваздухопловства, а произведени авиони у Иркутску су за извоз.
Званично је објављено, 4. јуна 2008. године, да почиње производња поручена 62. руска ваздухоплова Јак-130, за обуку пилота. Према саопштењу „постоји велика поруџбина за Јак-130, који је потписан и одобрен у буџету Министарства одбране Русије, 62 авиона биће посао фабрике у Иркутску“. Програмирано је да први Јак-130 буде завршен до краја 2008. године, испорука руском ваздухопловну је почела у 2009.
Први лет серијског авиона Јак-130, направљеног за Руско ратно ваздухопловство, изведен је 19. маја 2009. године.
Према саопштењу службе за информисање Министарства одбране Руске Федерације ваздухопловства, командант Руског ратног ваздухопловства генерал-пуковник Александар Зелин, потписао је одлуку о увођењу у оперативну употребу авиона за борбену обуку Јак-130, после успешног његовог испитивања у лету.
Сагласно тој одлуци, тендер за снабдевање са таквим авионом од Министарства одбране је укинут, саопштено је 23. септембра 2011. године.
Министарство одбране Руске Федерације и корпорација „Иркутск“, потписали су уговор о испоруци авиона за борбену обуку Јак-130, 16. новембра 2011. године. Према томе документу, до 2015. године, Руско ратно ваздухопловство ће добити 55 нових авиона, приоритетно, за непосредну потребу обуке војних пилота.
Крајем јануара 2012. године, Министарство одбране је изјавило да планира да повећа поруџбину авиона Јак-130 за десет примерака.

## Перспективе
Руско ратно ваздухопловство, процењује своје потреба за таквим авионом на 250 примерака, а потражња на светском тржишту је око 2.500.
У будућности, ове летелице треба да замене застарелу флоту у чехословачких L-39 албатрос, а то се процењује да ће бити у року од 10-13 година, и постаће главни ослонац за борбену обуку јединица руске авијације.
Многи од L-39 албатрос, који се користе у Русији као тренажни авиони за питомце, давно потрошили свој ресурс. Зато је чак и крајем осамдесетих година прошлог века у Совјетском Савезу објављен тендер за развој авиона за обуку. Серијска производња L-39 албатрос је завршена у 1999. години, а савременију варијанту Л-159, Министарство одбране није наручило.

## Оперативна историја
Први Јак-130 је уведен у оперативну употребу Руског ратног ваздухопловства, у јулу 2009. године. Међутим, даље су испоруке касниле. Дана 29. маја 2010, Један авион се срушио у близини Липецка током испитивања у лету, тада су се оба пилота катапултирала. До јануара 2012. године, уведено је у оперативну Руског ратног ваздухопловства само осам авиона Јак-130.
Међународни уговор за прве поруџбине са Алжиром, потписани је у 2006. години, за 16 примерка авиона Јак-130, а Либија је наручла 6. Три авиона су испоручени 28. новембра 2011. године, а убрзо су и преостали.
Испоруке авиона Јак-130 Либији је требало да буду до 2011-2012. године, али је Национални прелазни савет Либије то отказао у септембру 2011. због преиспитивања свих постојећих уговора за оружје.
Уговор са Сиријом је за 36 авиона, али за сада то мирује.
Уругвајско ратно ваздухопловство тражи најмање шест Јак-130, да би заменила део застарелих својих авиона.
Русија је понудила Јак-130 и Србији, као део кредита, у износу од 3 милијарде америчких долара, за унапређење српских оружаних снага.
У октобру 2012. године, Руском ратном ваздухопловству је испоручено шест авиона Јак-130. Прва група Јак-130 борбених тренера лете из фабрике из Иркутска до аеродрома Борисоглебск, Вороњешка област, након опсежног програма испитивања у лету, саопштио је пуковник Андреј Бобрун.

## Варијанте
Руски прилаз отворености, за запошљавање капацитета ваздухопловних индустрија азијских и других пријатељских земаља, као што су Индија, Кина, Вијетнам и Србија са програмом Јак-130, разуман је и обострано је веома користан. Јаковљев пројектни биро је спреман и отворен за сарадњу са иностраним купцима и партнерима. У том циљу предложене су и друге верзије, укључујући и Јак-131, Јак-133, и Јак-135. Борбена верзија авиона би била супериорнија у перформансама у односу на друге авионе у истој категорији. Четворосед је отворен за различите цивилне намене.
- Јак-130 - основни двосед, напредни авион за летачку и борбену обуку
- Јак-131, Јак-133 и Јак-135 - једносед лаки ловац бомбардер / за обуку у којој седи ученик и инструктор раме уз раме / четворосед, за ВИП транспорт.[13]
- Беспилотни Јак-130 - Размишља се o развоју беспилотног јуришног авиона од постојећег Јак-130. Представник Концерна за радио-електронске уређаје Владимир Михејев је изјавио:[33] | „ | Ова беспилотна летелица ће по односу потиска и тежине, по универзалности и могућности надмашити америчку летелицу MQ-9 рипер | ” |

## Карактеристике
| Збирне карактеристике авиона Јак-130                               | Збирне карактеристике авиона Јак-130                                                |
| Параметри                                                          | Подаци                                                                              |
| ------------------------------------------------------------------ | ----------------------------------------------------------------------------------- |
| Посада                                                             | 1 или 2                                                                             |
| Размах крила                                                       | 9,84 m                                                                              |
| Дужина                                                             | 11,49 m                                                                             |
| Висина                                                             | 4,76 m                                                                              |
| Површина крила                                                     | 23,52 m²                                                                            |
| Угао стреле крила на 1/4 тетиве                                    | 31°                                                                                 |
| Маса, празан                                                       | 4.600 kg                                                                            |
| Маса, при полетању                                                 | max. 10.290 kg / нормална 7.230 kg                                                  |
| Однос потисак / маса                                               | 0,9                                                                                 |
| Гориво                                                             | 1.750 kg унутрашње и 2 × 450 kg споља                                               |
| Највећа брзина лета                                                | 1.060 km/h                                                                          |
| Борбени радијус                                                    | 1.315 km                                                                            |
| Плафон лета                                                        | 12.500 m                                                                            |
| Долет                                                              | 1.600 km са унутрашњим горивом, 2.300 km са два спољна резервоара                   |
| Брзина успона                                                      | max. 75 m/s                                                                         |
| Брзина полетања                                                    | 200 km/h                                                                            |
| Брзина слетања                                                     | 180 km/h                                                                            |
| Дужина полетања                                                    | 400 m                                                                               |
| Дужина слетања                                                     | 650 m                                                                               |
| Нападни угао                                                       | max. 40°                                                                            |
| Границе нормалног убрзања                                          | +8 g, –3 g                                                                          |
| Нормално убрзање у стационарном заокрету на висини лета од 4.570 m | +5,2 g                                                                              |
| Мотор                                                              | 2 × ТРДД АИ-222-25                                                                  |
| Потисак                                                            | око 24,5 kN                                                                         |
| Степен двопроточности                                              | 1,19                                                                                |
| Ресурс авиона                                                      | 10.000 сати                                                                         |
| Наоружање                                                          |                                                                                     |
| Ватрено                                                            | Топ ГШ-23-250 у подвесном контејнеру, калибар 23 mm, бојеви комплет од 250 граната. |
| Спољна носивост                                                    | 3.000 kg                                                                            |
| Вођене ракете ваздух-ваздух                                        | за блиску борбу, Р-73, Р-77 — носи 2-4 ракете.                                      |
| Невођене ракете                                                    | лансер Б8М-1 са С-8 — носи 2-4 лансера.                                             |
| Бомбе                                                              | навођене и слободно падајуће                                                        |

| Преглед алтернативног наоружања авиона Јак-130 | Преглед алтернативног наоружања авиона Јак-130                                  | Преглед алтернативног наоружања авиона Јак-130 |
| Врста оружја                                   | Руско                                                                           | Западно                                        |
| ---------------------------------------------- | ------------------------------------------------------------------------------- | ---------------------------------------------- |
| Вођене ракете ваздух-ваздух                    | Р-73, Р-77                                                                      | AIM-9, Маџик                                   |
| Вођене ракете ваздух-земља                     | Х-25                                                                            | AGM-65                                         |
| Лансер за невођене ракете 57 mm                | УБ-32                                                                           | AL-25-50, LAU-51                               |
| Бомбе калибра од 250–500 kg                    | FAB                                                                             | Mk82, Mk83, SAMP-25                            |
| Кластер бомбе                                  | РБК-500                                                                         | BL 755                                         |
| Ласерски вођене бомбе                          | Б-500                                                                           | Рокеј II                                       |
| Напалм бомбе                                   | ЗБ-500                                                                          |                                                |
| Невођене ракете                                | С-8                                                                             |                                                |
| Топ                                            | ГШ-23-250, калибар 23 mm у подвесном контејнеру, бојеви комплет од 250 граната. | DEFA, Аден                                     |
| Поткачени резервоари за гориво                 |                                                                                 |                                                |
| Поткачени системи за ласерско и ТВ навођење    |                                                                                 |                                                |

## Поређење са вршњацима
| Параметри за поређење          | Русија · Як-130 | Италија Аеромаки M-346       | Уједињено Краљевство · Хоук T2 (Mk. 128) | Кина · Хонгду L-15 | Чешка · Аеро L-159 ALCA | Јужна Кореја KAI T-50 · голден игл |
| ------------------------------ | --------------- | ---------------------------- | ---------------------------------------- | ------------------ | ----------------------- | ---------------------------------- |
| Изглед                         |                 |                              |                                          |                    |                         |                                    |
| Јединична цена, $              | ~15 мил.(извоз) | ~30-35 мил.                  | 29-33 мил.                               | ~10 мил.           | 10-12 мил.              | ~25 мил..                          |
| Уведен у наоружање             | 2010.           | 2011.                        | 2009.                                    | 2013               | 2001.                   | 2007.                              |
| Год. производње                | c 2009.         | с 2010.                      | н/д                                      | c 2012             | 1997—2003.              | c 2005.                            |
| Размах крила, m                | 9,84            | 9,72                         | 9,94                                     | 9,48               | 9,54                    | 9,45                               |
| Дужина, m                      | 11,24           | 11,49                        | 12,43                                    | 12,27              | 12,72                   | 13,14                              |
| Маса празног, kg               | 4.600           | 4.600                        | 4.480                                    | 4960               | 4.350                   | 6.354                              |
| Мах маса у полетању, kg        | 10.290          | 10.200                       | 9.100                                    | 9.500              | 8.000                   | 13.500                             |
| Борбени терет, kg              | 3.000           | 3.000                        | 3.000                                    | 3000               | 2.700                   | н/д                                |
| Практ. плафон, m               | 12.500          | 13.700                       | 13.500                                   | 16.000             | 13.200                  | 14.630                             |
| Мах. брзина, km/h              | 960             | 1.060                        | 1.030                                    | 1715               | 936                     | 1.485                              |
| Долет, са интерним горивом, km | 1.647           | 2.000                        | 2500                                     | н/д                | 1.600                   | 1.900                              |
| Погон                          | 2 × АИ-222-25   | 2 × Хановел/ITEC F124-GA-200 | 1 × RR Адур Mk. 951                      | 2 × АИ-222-25Ф     | 1 × Хановел F124-GA-100 | 1 × GE F404                        |
| Мах. потисак, kN               | 2 × 24,7        | 2 × 27,8                     | 1 × 29,0                                 | 2 × 24,7 (41,2)    | 1 × 28,2                | 1 × 53,07 (78,7)                   |
| Произведено                    | 58              |                              |                                          |                    | 72                      |                                    |
| Уговорено                      | 137             | 57                           |                                          |                    |                         |                                    |

## Удеси
До 16. априла 2014 изгубљена су три авиона Јак-130:
- У Рјазањској области, 26. јуна 2006. године, срушио се Јак-130. Оба пилота су се успешно катапултирала, нико није повређен.[43]
- У центру за обуку и преобуку Липецк, 29. маја 2010. године, у 16:59 часова, срушио се Јак-130 (№ 93). Несрећа се догодила током планираног задатка у полетању. Посада од два пилота се катапултирала, њихово стање је задовољавајуће. У току истраге ове насреће, обустављени су сви летови авиона Јак-130.[44][45]
- Срушио се Јак-130, 15. априла 2014. године у 17:50 часова, у Астраханској области, 25 km удаљено од града, у близини села Ахтубинска Батаевка. Обаа пилота су се катапултирали, један од њих је погинуо. За узрок несреће окривљен је квар опреме. Јак-130 је припадао центру за обуку за обуку пилота. На терену, није било других повређених, нити допунске материјалне штете.[46]

## Поруџбине
- Русија — према уговору од 7. децембра 2011. године, уговорила је 55 примерака авиона Јак-130, са роком испоруке до 2015.[20][21] У новембру 2011. Александар Зелин, командант Руског ратног ваздухопловства, саопштио је да планира наручити 65 авиона Јак-130 за 30 милијарди долара до 2017,[тражи се извор] које производи фабрика у Иркутску.[20][47] У децембру 2013. закључен је уговор за набавку 5 примерака Јак-130 за морнаричку авијацију.[48] Руско министарство одбране је 18. априла 2016. објавило да је потписан уговор за још 30 летелица које ће ваздухопловству бити достављене од почетка 2017. до краја 2018. године.[49]
- Белорусија — поручила је четири авиона Јак-130, са испоруком у 2015. години.[50]
- Бангладеш — наручили су у 2014. години 24 примерка Јак-130.[51][52][53]
- Вијетнам — поручио је осам авиона Јак-130.[41]
- Сирија — поручила је 36 авиона Јак-130, у укупном износу од 550 милиона долара, у фебруару 2012. године.[54] Првих 9 да буде пребачено у Сирију пре краја 2014. године, а у наредне две године - по 12 и 15 примерака.[55]
- Либија — поручила је шест авиона Јак-130. Уговор је сторниран.[41][56]

## Потенцијалне поруџбине
- Казахстан - У 2010. години, Министарство одбране Казахстана изразили су интересовање за Јак-130, за обнову наставе и обуке свога ваздухопловства.[57] У мају 2012. године, вођени су преговори за ову куповину,[58] али уговор за набавку није потписан.[59]
- Малезија - Јак-130 је укључен у тендер за куповину авиона за обуку пилота. Конкуренти су британски авиони Хоук T2 (Mk. 128) и италијански Аеромаки M-346.[60]
- Монголија - у контексту јачања одбране земље, преговара се о куповини руских БЛ и авиона за борбену обуку Јак-130.
- Филипини - Јак-130 по први пут учествују у тендеру Министарства одбране Филипина за снабдевање шест борбених авиона. Потенцијални учесник у избору је и Јак-130, заједно са корејским KAI T-50 голден игл и италијанским Аеромаки M-346.[61]

## Тренутни корисници
- Русија — Према стању од децембра 2015. године, 79 авиона Јак-130 су у оперативној употреби у ВВС. Од тога броја, 48 јединица је у Борисоглебску, а 13 је распоређено у Армавирску авиобазу.[62][63][64]

Током 2010. и 2011. године, руској авијацији је додељено 12 примерака Јак-130, 1 авион се срушио и 6 примерака је испоручено у октобру 2012. године, а 6 + у новембру, од 3 до 6 примерака планирано је у децембру. Планирано је да почетком 2014. године, у руском ваздухопловству буде оперативно 50 примерака авиона Јак-130.
- Алжир — испоручено 16 примерака Јак-130, закључно са 2012. годином.[69]
- Бангладеш - 6 примерака, у октобру 2015. године.[70]
- Белорусија - 4 примерка, у јулу 2014. године.[71]

## Занимљивости
Моделар, ентузијаста, направио је умањени радио вођени модел авиона Јак-130, у размери 1:4, с којим је на светском „аеромоделингу“ енгл. «Jet World Masters 2011», одржаном у Народном музеју ваздухопловства САД, освоио трофеј и титулу светског првака за две наредне године.